# بارکو لچه

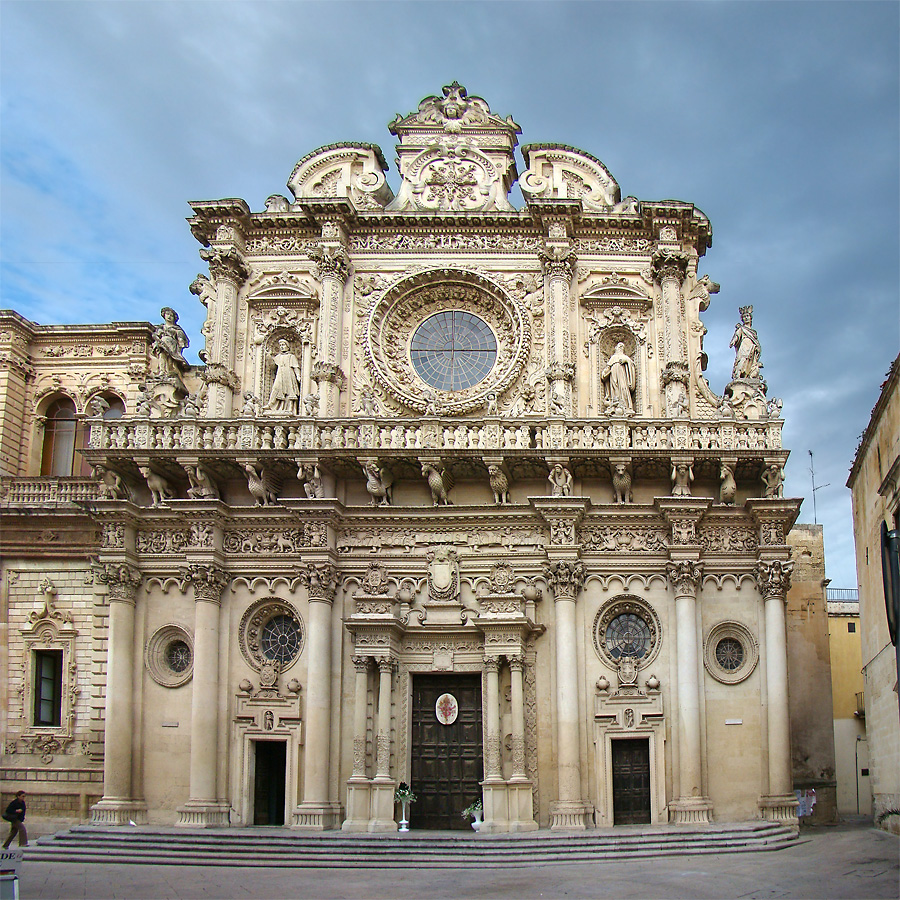
لچه، کلیسای سانتا کروچه

بارکو لچه یک فرم هنری و معماری است که بین پایان قرن شانزدهم و نیمه اول قرن هجدهم به ویژه در لچه و بقیه سالنتو توسعه یافت و به دلیل تزئینات شیک آن که مشخصه پوشش ساختمان‌ها است، قابل تشخیص است. این سبک، تحت تأثیر پلاترزک اسپانیایی، از اواسط قرن هفدهم به لطف کار معماران محلی مانند جوزپه زیمبالو (۱۶۱۷ - ۱۷۱۰) و جوزپه سینو (۱۶۴۴ - ۱۷۲۲) در سالنتو گسترش یافت.

## ظهور باروک
در طول قرن هفدهم با تسلط اسپانیایی‌ها، هنر شکل‌های جدیدی به خود گرفت و شکل کلاسیک باستانی را کنار گذاشت. سبک جدید برای غافلگیری و تحریک تخیل و فانتزی در نظر گرفته شده بود.
اهمیت باروک لچه و باروک در گالیپولی با این واقعیت نشان می‌دهد که در «فهرست‌های آزمایشی» یونسکو گنجانده شده‌است، در حالی که انتظار می‌رود شهرهای سالنتو به بخشی از «میراث بشریت» تبدیل شوند.